# Fritillaria fleischeriana
Fritillaria fleischeriana är en liljeväxtart som beskrevs av Ernst Gottlieb von Steudel, Ferdinand von Hochstetter, Schult. och Julius Hermann Schultes. Fritillaria fleischeriana ingår i Klockliljesläktet och i familjen liljeväxter. Inga underarter finns listade.